# Frank Shorter
Frank Charles Shorter (ur. 31 października 1947 w Monachium) – amerykański długodystansowiec i maratończyk, mistrz i wicemistrz olimpijski.

## Życiorys
Urodził się w Niemczech, gdzie jego ojciec służył jako lekarz w wojsku amerykańskim. Ukończył studia na Uniwersytecie Yale, a potem prawo na Uniwersytecie Florydy.
Jego pierwszym trenerem był pisarz Erich Segal. Pierwszy sukces lekkoatletyczny odniósł w 1969, kiedy wygrał bieg na 6 mil na akademickich mistrzostwach Stanów Zjednoczonych (NCAA). W 1970 został mistrzem USA (AAU) na 3 mile i 6 mil. Zdobywał później mistrzostwo Stanów Zjednoczonych na 6 mil w 1971, na 10 000 metrów w 1974, 1975 i 1977 oraz w biegu przełajowym od 1970 do 1973. W 1971 zwyciężył na 10 000 m i w biegu maratońskim na igrzyskach panamerykańskich w Cali.
Na igrzyskach olimpijskich w 1972 w Monachium najpierw zajął 5. miejsce w biegu na 10 000 m (zarówno w eliminacjach, jak i w finale poprawiając rekord USA na tym dystansie), a tydzień później zdobył złoty medal w biegu maratońskim. Cztery lata później na igrzyskach olimpijskich w 1976 w Montrealu zajął 2. miejsce w biegu maratońskim za Waldemarem Cierpinskim z NRD.
Shorter cztery razy z rzędu (w latach 1971–1974) zwyciężył w prestiżowym maratonie rozgrywanym w Fukuoce. Zakończył karierę lekkoatlety w 1979.

## Rekordy życiowe
- bieg na 10 000 metrów – 27:45,91 (1975)
- bieg maratoński – 2:10:30 (1972); wynik ten do 1979 był rekordem Stanów Zjednoczonych[4]